# Шариктинський сільський округ
Шари́ктинський сільський округ (каз. Шарықты ауылдық округі, рос. Шарыктинский Нурмакова сельский округ) — адміністративна одиниця у складі Каркаралінського району Карагандинської області Казахстану. Адміністративний центр — село Теректи.
Населення — 889 осіб (2021; 1105 у 2009, 1923 у 1999, 2073 у 1989).
Станом на 1989 рік існувала Шариктинська сільська рада (села Айир, Кизилшилік, Теректи, Шоптиколь) ліквідованого Єгіндибулацького району.

## Склад
До складу округу входять такі населені пункти:
| Населений пункт  | Населення, осіб (1989) | Населення, осіб (1999) | Населення, осіб (2009) | Населення, осіб (2021) |
| ---------------- | ---------------------- | ---------------------- | ---------------------- | ---------------------- |
| Айир, село       | 249                    | -                      | 94                     | 68                     |
| Кизилшилік, село | 291                    | 290                    | 193                    | 105                    |
| Теректи, село    | 1151                   | 1231                   | 639                    | 685                    |
| Шоптиколь, село  | 382                    | 402                    | 179                    | 31                     |